# Нагородовичі
Нагородовичі, Ногородовичі (у деяких джерелах — Новгородовичі, біл. Нагародавічы, пол. Nahorodowicze, Nohorodowicze) — село в Білорусі, у Дятловському районі Гродненської області.

## Історія

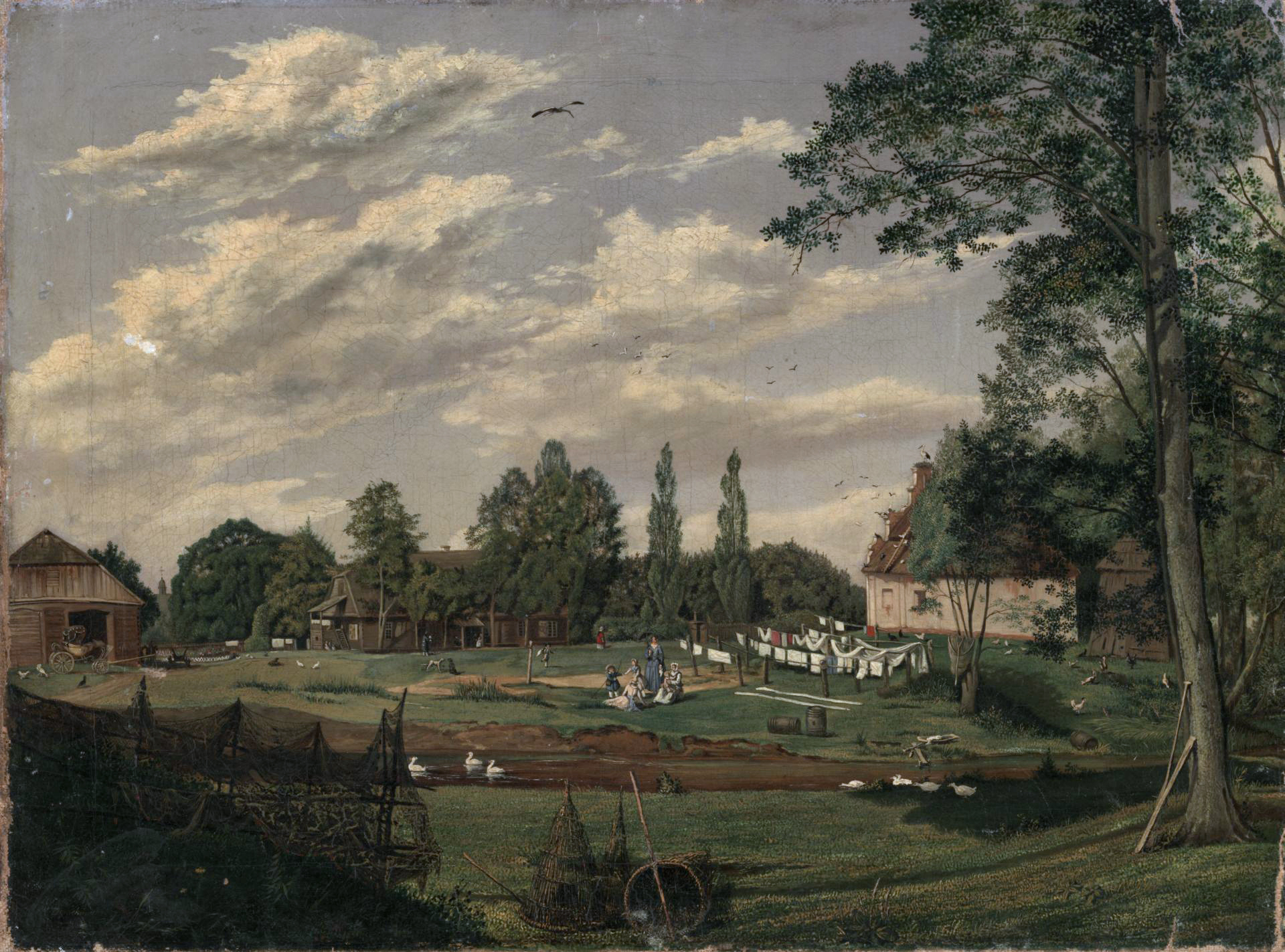
Нагородовичі. Рисунок Вікентія Дмоховського, 1843 р.

У XVI—XVII століттях село було власністю родини Веляминів Рутських. З 20 по 26 липня 1617 року в маєтку відбувся з'їзд настоятелів та деяких видатніших ченців п'яти унійних монастирів (Віленського, Битенського, Жировицького, Новогрудського і Мінського) під керівництвом Київського Митрополита Руської Унійної Церкви Йосифа Велямина Рутського. В історію з'їзд увійшов під назвою Новгородовицька капітула або капітула в Новгородовичах 1617 року, на якій відбулося об'єднання (централізація) цих монастирів у Віленську Конґреґацію Святої Тройці — пізніша назва цього монашого згромадження — Чин святого Василія Великого.
В селі була дерев'яна церква, збудована ще митрополитом Рутським, яку перебудували в 1894 році. Інша пам'ятка — мурована кальвіністська церква в стилі італійського бароко, яка походила з XVI ст. Батько митрополита Рутського Фелікс (†1599) був кальвіністом, а сам Йосиф Велямин Рутський прийняв католицтво в східному обряді вже в дорослому віці. Частина церкви була перетворена на склад, а інша — на помешкання.
У 1635 році митрополит Йосиф Велямин Рутський продав Нагородовичі Булгакові, потім село було у власності Суринів, Тизенгауза і Ґлуховського, у XVIII ст. — генерала Моравського, одруженого з княжною Радзивіллівною, сестрою Кароля Станіслава Радзивілла. Коли через борги генерала маєток потрапив під ексдивізію, Нагородовичі купила старостова Ленська, а в 1820 році перепродала Дмоховським. У 1895 році власником села був художник Владислав Дмоховський.

## Пам'ятки
Церква святого Миколая — пам'ятка народного дерев'яного зодчества. Розташована в центрі с. Нагородовичі. Побудована в другій половині XIX ст. Тризрубний храм складається з прямокутних в плані притвору, молитовної зали і п'ятигранної апсиди з бічною ризницею. Архітектурна виразність храму досягається засобами об'ємної композиції, її просторовим і ярусним наростанням до вертикальної домінанти — від низького притвору до високого центрального зрубу, і врешті, до паліганальної апсиди і низької ризниці.

## Відомі люди
У Нагородовичах народився художник Вікентій Дмоховський (1807—1862) батько Владислава Дмоховського.